# Aranoethra
Genre
Aranoethra est un genre d'araignées aranéomorphes de la famille des Araneidae.

## Distribution
Les espèces de ce genre se rencontrent en Afrique de l'Ouest et en Afrique centrale.

## Liste des espèces
Selon World Spider Catalog (version 19.0, 17/05/2018) :
- Aranoethra butleri Pocock, 1900
- Aranoethra cambridgei (Butler, 1873)
- Aranoethra ungari Karsch, 1878

## Publication originale
- Butler, 1873 : A monographic list of the species of Gasteracantha or crab-spiders, with descriptions of new species. Transactions of the Royal Entomological Society of London, vol. 1873, p. 153-180 (texte intégral).